# Leptactina leopoldi-secundi
Leptactina leopoldi-secundi är en måreväxtart som beskrevs av Buttner. Leptactina leopoldi-secundi ingår i släktet Leptactina och familjen måreväxter. Inga underarter finns listade i Catalogue of Life.